# Trichoneuron
Trichoneuron, monotipski rod papratnica smješten u porodicu Dryopteridaceae, dio potporodice  Polybotryoideae. Jedina vrsta je T. microlepioides iz kineske provincije Yunnan.

## Sinonimi
- Lastreopsis microlepioides (Ching) W.M.Chu & Z.R.He